# Олайне
Олайне (произношение) (на латвийски: Olaine) е град в централна Латвия, намиращ се в историческата област Видземе и в административния район Рига. Градът се намира на 20 km от столицата Рига.

## История
Олайне е един от най-новите градове в Латвия, появил се в страната едва през 20 век. Историята на селището е тясно свързана с разработването на едно торфено блато, намиращо се доста близо до града и което започва да се използва от 1940 година насам. С времето започват да се строят различни работни съоръжения, които изискват все повече и повече работна сила. С времето към Олайне се стичат все повече работници, които се нуждаят от настаняване и различни социални услуги. През 1967 Олайне окончателно получава статут на населено място от градски тип. Градът е взел името си от малко село намиращо се на не повече от 2 km, но прекръстено от Олайне на Яунолайне, което на латвийски означава Ново Олайне. В града се намирата вторият по големина фармацевтичен производител Олайнфарм.

## Побратимени градове
- Ьодесхьог, Швеция
- Вадстена, Швеция
- Карлскога, Швеция
- Нова Сарцина, Полша
- Риихимяки, Финландия
- Нарва, Естония
- Аникщяй, Литва

## Известни личности
- Дмитрийс Милкевицс – лекоатлет